# رالف بيتس (كاتب)
رالف بيتس (بالإنجليزية: Ralph Bates)‏ (3 نوفمبر 1899، سويندون في المملكة المتحدة - 26 نوفمبر 2000، مانهاتن في الولايات المتحدة)؛ صحفي، كاتب وروائي بريطاني.

## الجوائز
- زمالة غوغنهايم